# Paya-Ue
Paya-Ue is een bestuurslaag in het regentschap Aceh Besar van de provincie Atjeh, Indonesië. Paya-Ue telt 347 inwoners (volkstelling 2010).